# Хорова капела імені М.Леонтовича
Хорова капела імені М. Леонтовича — проект 1991 року Донецького обласного Товариства української мови імені Т. Г. Шевченка, громадська ініціатива фахівців-професіоналів — диригента Донецького академічного театру опери i балету, президента Фонду iм. С.Прокоф'єва, члена Правління ДТУМ Василя Василенка i соліста Донецького театру опери i балету Володимира Масла.

## Історія
В. Василенко, В. Масло та голова Донецького обласного відділення всеукраїнської музичної спілки, заслужений діяч мистецтв України, проф. П. Д. Горохов так обґрунтували необхідність такої студії:
| “Сьогодні в процесі державотворення період хаосу переживає не тільки економіка, а й культура, займаючи, на жаль, останній щабель державної уваги. Культура як дзеркало цивілізації потребує особливої уваги. I саме на Донбасі, де духовне зубожіння набрало катастрофічних наслідків, переростало нерідко в стадію людської дикості i варварства. Масова фальшиво-наносна псевдокультура, псевдомистецтво також додає свою частку на цьому антидуховному поприщі деградації особистості i, особливо, молоді. На противагу цьому в руслі духовного відродження одним з шляхів воскресіння в людині людяного є залучення(в першу чергу молоді!) до самих найрізноманітніших цивілізовано-гуманних форм творчого, як колективного, так i особистого самовираження. Однією з таких навчально-виховних, організованих форм є хоровий спів - пісня. У порівнянні з іншими регіонами України, хорова культура на Донбасі знаходиться на дуже невисокому рівні. I це тут, де найбагатша етнічно-фольклорна палітра...“ |
Шляхом щотижневих занять, копіткої праці (спершу заняття проходили в Донецькому університеті — ректор В. Шевченко пішов назустріч, потім капела почала працювати в оперному театрі) було підібрано відповідний склад, до березня 1992 року сформовано хоровий колектив. Його склали приблизно 40 чоловік — творча i наукова інтелігенція Донецька, студенти консерваторії, музичного училища, університету, будівельного технікуму. Середній вік студійців — 20—25 років. В. Василенко та В. Масло, які опікувалися капелою (В. Масло став її художнім керівником), дотримали свого слова, своєї концепції — орієнтуватися на молодь, нову українську генерацію.

## Виступи Капели
8 червня 1992 р. відбулася перша презентація капели, названої іменем Миколи Леонтовича, творча доля якого свого часу була тісно пов'язана з Донбасом. На презентацію в Донецький оперний театр були запрошені представники громадських організацій Донеччини, донецька інтелігенція, преса. Згодом відбувся запис капели на донецькому радіо. Редактор музичних передач Донецького
обласного телерадіокомітету, член ДТУМ Богдан Дутчак оцінює роботу своїх колег по Товариству В. Василенка та В. Масла як «прекрасне починання», наголошує, що «справа пішла» i дивується «індиферентності влади».
Хорову капелу зареєстрували в Донецькому обласному відділенні Всеукраїнської музичної спілки. Вона стала колективним членом хорового Товариства iм. М. Леонтовича.

## Припинення існування
В кінці 1992 року проект «Хорова капела імені М.Леонтовича» припинив існування. Основна причина — відсутність необхідних коштів. ДТУМ, Всеукраїнська музична спілка зверталися до ряду державних, громадських організацій, фірм. До честі донецької фірми «Мальва», окремих бізнесменів-донеччан — вони надали посильну допомогу співочому колективу на попередньому етапі становлення. Але далі йшов розвиток, включаючи гастрольні поїздки, що потребувало значно більших витрат. Цього не знайшлося. Нi в держави, нi в меценатів. Крім того, ініціатори заснування капели В. Василенко, В. Масло згодом покинули Донеччину.